# Munition insensible
Une munition insensible (MI ou IM, acronyme anglais de Insensitive munitions) est un type de munitions conçu pour résister à des stimuli risquant de provoquer l'auto-amorçage de la munition et donc une explosion, source potentielle d'accident (ces accidents sont rares, mais potentiellement graves). L'administration française emploie le terme « Munition à risques atténués » (MURA) ou munitions muratisé..
Ces stimuli sont principalement :
- les chocs ou ondes de choc, provenant par exemple de balles, de fragments et de jets de charge creuse ou de munitions détonantes adjacentes...(« détonation sympathique ») ;
- la chaleur d'incendies (ou d'événements thermiques adjacents), ou l'électricité.

La conception de la MI vise à éviter dans toute la mesure du possible, l'auto-ignition par exposition à la chaleur, aux impacts de balle et de fragment et aux impact de jet de charge creuse.
Divers moyens pour diminuer la vulnérabilité des munitions à l'auto-ignition ou à l'explosion accidentelle sont utilisés ou testés, seuls ou en combinaison, tels que des matériaux énergétiques à vulnérabilité réduite, des caractéristiques de conception, des ajouts ou des modifications à l'emballage, etc.  .
Les munitions peuvent être des balles, des ogives, des bombes, des missiles, des torpilles, etc. mais les forces armées ou chercheurs de différents pays peuvent avoir leurs propres définitions.

## Enjeux
L'auto-ignition de munitions peut être source d'accidents matériels graves et affecter ou détruire des vies humaines, induire des coûts importants de réparation et de remplacement du matériel, réduire une capacité opérationnelles. Certains pays (ex : États-Unis) ont une législation qui impose de traiter ces risques en rendant les munitions plus « insensibles » (IM).

## Principe
Les munitions insensibles (IM), au lieu d'exploser vont plutôt brûler si et quand elles sont exposées à un échauffement rapide ou lent, des balles, des éclats d'obus, des charges creuses ou la détonation d'une autre munition à proximité. 

## Méthodes

### Conception
Trois grandes approches sont adoptées dans la conception de munitions dites « insensibles » : 
1. la charge ou le dispositif énergétique peut être protégé et transporté avec une protection externe . Certains conteneurs d'expédition de munitions sont conçus pour fournir une certaine protection de leur contenu, dont via  une isolation thermique ;
2. la chimie du remplissage par un explosif énergétique est choisie pour fournir un degré de stabilité plus élevé, par exemple en utilisant des explosifs liés au plastique ;
3. les boîtiers des « dispositifs à haute énergie » peuvent être conçus de manière à permettre une ventilation ou d'autres formes de décompression en cas d'ignition non souhaitée (accidentelle).

### Modélisation
Pour éviter de couteux test en grandeur réel, des programmes de calculs et de modélisation sont conçus qui simulent le risque d'auto-ignition ou les effets d'impact de balles et/ou de fragments.
Un autre effort en cours vise à développer un code numérique 2D qui simulera l'échauffement plus ou moins rapide d'une munition.

## Explosifs puissants insensibles
Les munitions insensibles sont presque toujours remplies d'explosifs brisants insensibles (IHE) résistants au feu et aux chocs tels que le triaminotrinitrobenzène (TATB) ou divers mélanges explosifs insensibles, ou des explosifs à liant plastique/polymère, qui sont similaires aux matières réactives. Le TATB, en particulier, n'explosera pas s'il est touché par des fragments typiques ou brûlé dans un incendie.
Un nouvel IHE appelé Insensible Munitions Explosive (IMX-101) a été qualifié et approuvé par l'armée américaine pour remplacer le trinitrotoluène (TNT). 
On dit que l'IMX-101 a la « même létalité que le TNT traditionnel, mais est beaucoup moins susceptible d'exploser s'il est lâché, tiré sur ou touché par une bombe par exemple lors de son transport ». Les tests de cet IHE ont conclu qu'il s'agit d'une alternative plus sûre dans les projectiles de gros calibre actuellement utilisés par l'armée et le corps des marines.
D'autres explosifs brisants insensibles comprennent :
- la nitroguanidine,
- le 1,1-diamino-2,2-dinitroéthylène ( FOX-7 )
- le 4,10-dinitro-2,6,8,12-tétraoxa-4,10-diazatetracyclo[5.5.0.0 5,9 .0 3,11 ]-dodécane (TEX).

Les IHE (acronyme anglais de "insensitive high explosive") combinent souvent des groupes amino et des groupes nitro dans une même molécule.

### Origine
L'une des origines des recherches dans ce domaine fut le crash d'un bombardier B-52 à Palomares en 1966, suivi de la perte d'un autre B-52 à la base aérienne de Thulé en 1968. Les enquêteurs avaient alors soulevé de vives préoccupations quant aux risques liés à l'explosif utilisé dans les bombes nucléaires (explosif qui avait détoné lors de l'impact). 
Des efforts ont alors visé à mettre au point un explosif suffisamment stable pour résister aux forces impliquées dans un crash d'avion. Le Lawrence Livermore National Laboratory a développé le « Susan Test » - un test standard conçu pour simuler un accident d'avion en serrant et en pinçant un matériau explosif entre les surfaces métalliques d'un projectile d'essai. À la suite d'expériences avec cet appareil, le Laboratoire national de Los Alamos a développé un nouveau type d'explosif plus sûr, dit « explosif hautement insensible » (ou IHE), destiné à être utilisé dans les armes nucléaires américaines.
Les explosifs IHE peuvent résister à des impacts tels que la chute à partir d'une hauteur de 1500 pieds/457,2 mètres (au maximum) par opposition à l'HE conventionnel, qui explosera à seulement 100 pieds/30,48 mètres.

### Dans les armes nucléaires
L'armée américaine affirme utiliser des explosifs puissants insensibles dans ses armes nucléaires depuis 1979 - et en 1991, 25 % du stock nucléaire de ce pays utilisait un IHE. La plupart des armes nucléaires américaines modernes, et au moins celles du Royaume-Uni, sont conçues comme des munitions insensibles, presque exclusivement grâce à des explosifs liés au plastique TATB (LX-17-0 et PBX-9502). Les explosifs explosifs conventionnels sont encore utilisés dans les missiles et les obus d'artillerie nucléaire où le poids et le volume sont un facteur (l'IHE en poids ne contient que les deux tiers de l'énergie de l'HE, il en faut donc plus pour obtenir le même effet).

## Aspects toxicologiques et écotoxicologiques
Selon les cas, la toxicité et l'écotoxicité des munitions pourraient être atténuées ou exacerbées par les nouveaux composés utilisés pour rendre les explosifs plus stables. 

La plupart des études environnementale portant sur ces produits datent des années 1980 (voir références en bas du présent article), alors que les aspects écotoxicologiques étaient encore peu traités (par exemple l'écotoxicité des sous-produits de dégradation par la lumière ou les microorganismes ne sont généralement pas étudiés, ni d'éventuelles synergies entre la molécule mère, ses adjuvants, ses sous-produits et d'autres contaminants ou composés environnementaux).  

### Toxicité et écotoxicité du 2,4-Dinitroanisole (DNAN)

#### Toxicité du 2,4-Dinitroanisole (DNAN)
Sa toxicité orale semble proche de celle d'autres composés de cette classe (moins toxique donc que le TNT et de nombreux autres nitroaromatiques, au moins pour les mammifères et les organismes aquatiques). 
Chez le rat de laboratoire, la dose létale orale médiane (DL50, orale) a été évaluée (en 2002) à 199 mg/kg chez les deux sexes, avec comme signes de toxicité une inhibition de l'activité, des anomalies respiratoires, une salivation excessive et des selles molles et la dose létale approximative (ALD) orale serait de 300 mg/kg. Après deux semaines d'exposition orale, les groupes nitro de la molécule causeraient une anémie.
Les tests de génotoxicité du DNAN laissent envisager une possible génotoxicité, mais pas clairement et/ou pas chez toutes les espèces (génotoxicité démontrée en 1979 chez une souche de Salmonella (souche TA100 sans activation), mais non détectée dans des cellules d'ovaire de hamster chinois pour des concentrations allant jusqu'à 1,0 mg/ml (avec et sans activation). Le test du micronoyau ne montre aucune génotoxicité pour l'ADNn chez la souris de laboratoire  mâle ou femelle exposée in vivo à 10 à 90 mg/kg .

#### Écotoxicité du 2,4-Dinitroanisole (DNAN)
Des cailles japonaises (Coturnix japonica) exposée au DNAN développe rapidement un cataracte (systématiquement dans les 4 h après une dose orale unique (de 120 ou 150 mg/kg dans le cas du test) ; alors 1 caille sur 5 meurt pour la dose de 150mg/kg et 5 cailles sur 9 meurent pour la dose de 150mg/kg.
Une toxicité aiguë (et chronique) « aquatique »  est constatée, semblable chez le poisson Pimephales promelas) et chez l'invertébré (Ceriodaphnia dubia) utilisés comme modèle animal (les taux médians létaux (CL50) sur 48 heures allaient de 37 à 42 mg/L de DNAN). En termes de toxicité chronique, les poissons (CL50 à 7 jours = 10 mg/L) s'y montrent plus vulnérables que les invertébrés (impact significatif à 24 mg/L). Chez ces deux espèces, les impacts négatifs observés apparaissent à 10 à 12 mg/L de DNAN ; les effets médians sublétaux sur la croissance et la reproduction apparaissent vers 11-15 mg/L DNAN. Les concentrations chroniques sans effet allaient de 6 à 8 mg/L d'ADNN,  (moindres qu'avec le TNT),. Après 96 heures d'exposition, une algues vertes d'eau douce (P. subcapitata) présentait une CE20 (concentration où 20 % de l'effet maximal d'inhibition de croissance est observé) de 1,4 mg/L, soit une toxicité pour les algues possiblement similaires à celle du TNT (EC20 de 0,54 mg/L)
En 2015, Stanley et al. ont noté une toxicité aiguë et chronique (à 28 jours) du DNAN sur la grenouille léopard (Rana pipiens), avec une CL50 sur 96 heures de 24,3 mg/L (IC à 95 % - 21,3-27,6 mg/L). Une exposition de 28 jours au DNAN était parfois mortelle dès 2,4 mg/L, par contre la croissance, la distance de nage et d'autres paramètres non létaux ne différaient pas des ceux mesurés dans l'échantillon-témoin.

### Toxicité et écotoxicité de la nitrotriazine (NTO)

#### Toxicité de la nitrotriazine (NTO)
Le NTO est considéré a une faible toxicité orale aiguë chez l'Homme et les mammifères, bien moindre que tous les autres explosifs de munitions, il ne montre pas d'effets génotoxiques, mais il cause une délétion de la spermatogenèse induite par une toxicité directe pour les cellules germinales mâles (une étude de toxicité orale subaiguë (entre toxicité aiguë et chronique) pour seulement 14 jours d'exposition au NTO chez le rat montre une diminution significative du poids des testicules, avec aspermie au niveau des épididymes chez ceux exposés à plus de 500 mg/kg-jour. Les mêmes effets ont été constatés chez la souris de laboratoire (ce qui peut laisser envisager des effets écosystémiques en cas de contamination de l'environnement). Selon les données disponibles en 2012, il ne s'agissait pas d'une perturbation endocrinienne.
Sa dose létale médiane orale (DL50) telle qu'établie en 1985 est de plus 5 000 mg/kg chez le rat et de la souris.

#### Écotoxicité de la nitrotriazine (NTO)
Des effets sont documentés sur les daphnies et des algues unicellulaires, cette écotoxicité aquatique au moins en grande partie induite par le caractère acidifiant de la nitrotriazine (NTO) quand il se dilue dans l'eau. 
Les conséquences éventuelles de ses effets inhibiteurs de la spermatogenèse chez le rat et la souris ne semblent pas avoir été étudiés dans la Nature.

### Toxicité et écotoxicité de la nitroguanidine (NQ)

#### Toxicité de la nitroguanidine (NQ)
La NQ est souvent considérée comme le moins toxique des trois composés IM. Seule une très faible toxicité aiguë et aucun effet mutagène sont signalés chez les mammifères en laboratoire ; La DL50 est de 3850 mg/kg chez la souris et de 3120 mg/kg chez le cobaye. La mortalité quand elle survient résulte d'une cyanose respiratoire. La DL50 chez le rat est encore plus élevée (> 5000 mg/kg)
,,. 
Le test d'Ames sur Salmonella typhimurium et d'autres ne montrent pas de génotoxicité, et la nitroguanidine (NQ) ne semble pas mutagène in vitro,,,,.

#### Ecotoxicité de la nitroguanidine (NQ)
De potentiel effets de toxicité aquatique, notamment de la part de certains de ses sous-produits de dégradation (à courte durée de vie pour certains et donc plus difficiles à étudier) restent à évaluer. 
- Une étude de toxicité orale subaiguë et subchronique a constaté une perte d'appétit et une plus forte consommation d'eau chez les rats recevant durant 90 jours une eau de boisson contenant 0, 100, 316 ou 1000 mg/kg-jour, sans autres anomalies observées[28],[29] ; aucun effet de consommation alimentaire ou de prise de poids n'a pas été observé chez la souris de laboratoire de l'ICR (Institute of Cancer Research) mais une augmentation dose-dépendante de la consommation d'eau a aussi été observée, avec quelques modifications de paramètres chimiques du sérum (rapport aux valeurs témoins), mais sans cohérence cependant avec la dose ; Le NQ (excrété sous sa forme originelle dans l'urine) par la souris pourrait être un diurétique osmotique.

Une étude signale un rapport augmenté entre le poids du cerveau et le poids corporel chez des souris mâles exposées à une dose élevée (1000 mg/kg-jour) de NQ, plaidant pour un niveau sans effet indésirable (NOAEL) de 316 mg/kg-jour.
- Des poissons marins et d'eau douce (Pimephales promelas, Lepomis macrochirus, Ictalurus punctatus et Salmo gairdneri) ont été expérimentalement exposés au NQ (pendant 96 heures) et des invertébrés durant 48 heures : daphnies (Daphnia magna, amphipodes (Hyalella azteca et Gammarus minus), des larves de moucherons (Paratanytarsus dissimilis) et des vers aquatiques (Lumbriculus variegatus). La toxicité aiguë du NQ était très basse pour ces espèces. Mais les végétaux pourraient y être légèrement plus vulnérables (d'après les tests faits sur l'algue Selenastrum capricornutum pour laquelle la CE50 sur 120 heures était d'environ 2000 mg/L ou selon un test d'inhibition d'algues vertes d'eau douce (Pseudokirchneriella subcapitata) de 96 heures (CE20 de 760 mg/L)[15]. De plus, la lumière ultraviolette comprise dans le spectre solaire naturel suffit à induire une photolyse complète de la NQ, avec des sous-produits de dégradation tous plus toxiques que la molécule mère, et nettement plus écotoxiques qu'elle (CL50/CE50 chutant à 20-35 mg/L) ; ces sous-produits sont la guanidine, l'urée et l'ion nitrite, et moindrement (en termes de quantité) la cyanoguanidine, l'ion nitrate et l'ammoniac qui ensemble représentant 80 % du carbone et pratiquement tout l'azote. On note que le résultat chimique de la photolyse (en termes de proportion des sous-produits les uns par rapport aux autres) est modifié par le pH. L'ion nitrite, de par sa quantité, expliquerait la toxicité fortement augmentée du NQ lors de sa photolysé. Les nitrates et l'ammoniac sont eutrophisants.